# Andrea Bertolini

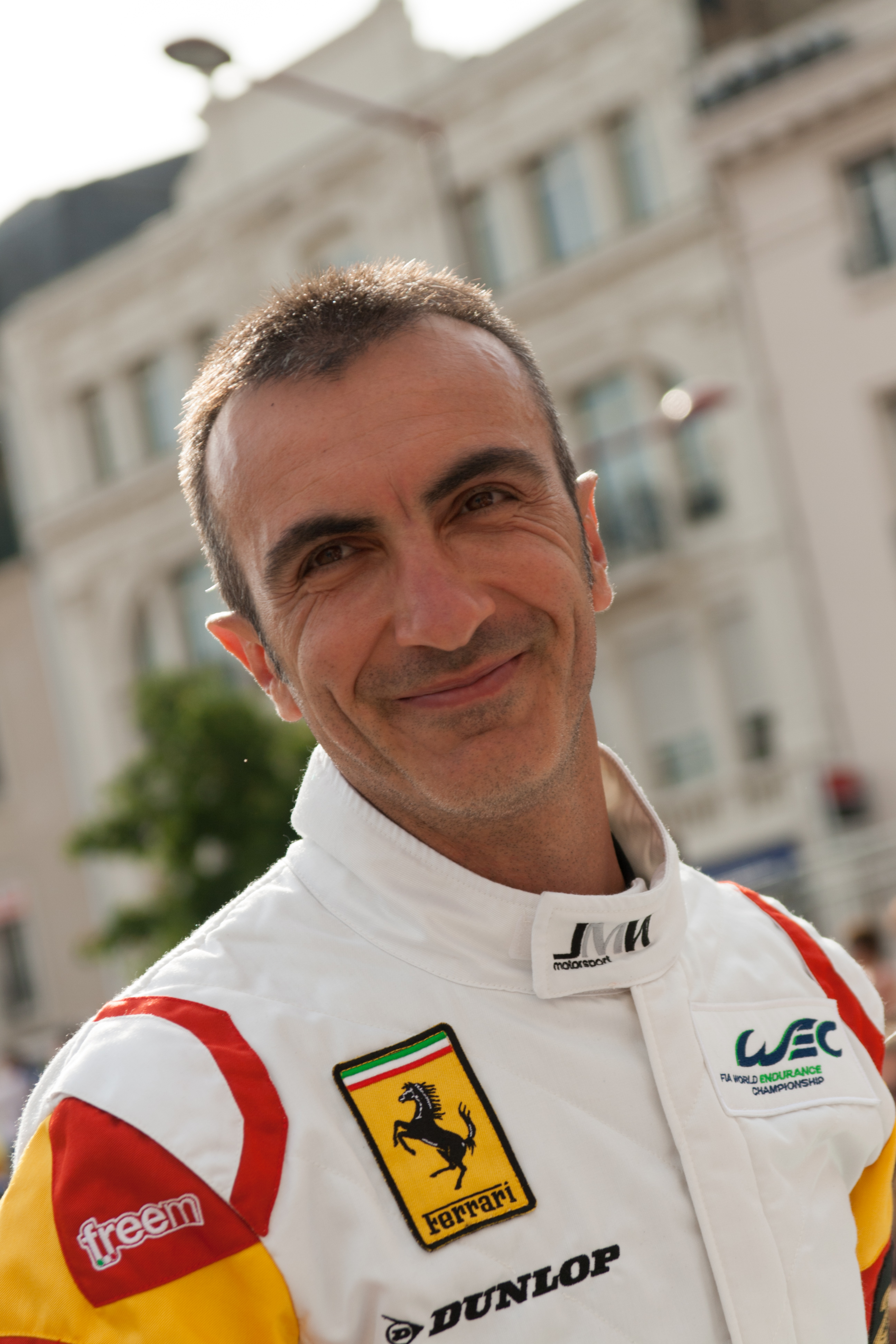
Andrea Bertolini im Jahr 2013

Andrea Bertolini (* 1. Dezember 1973 in Sassuolo) ist ein italienischer Automobilrennfahrer, der im Jahr 2010 gemeinsam mit Michael Bartels GT1-Weltmeister wurde.

## Karriere

### Karrierebeginn

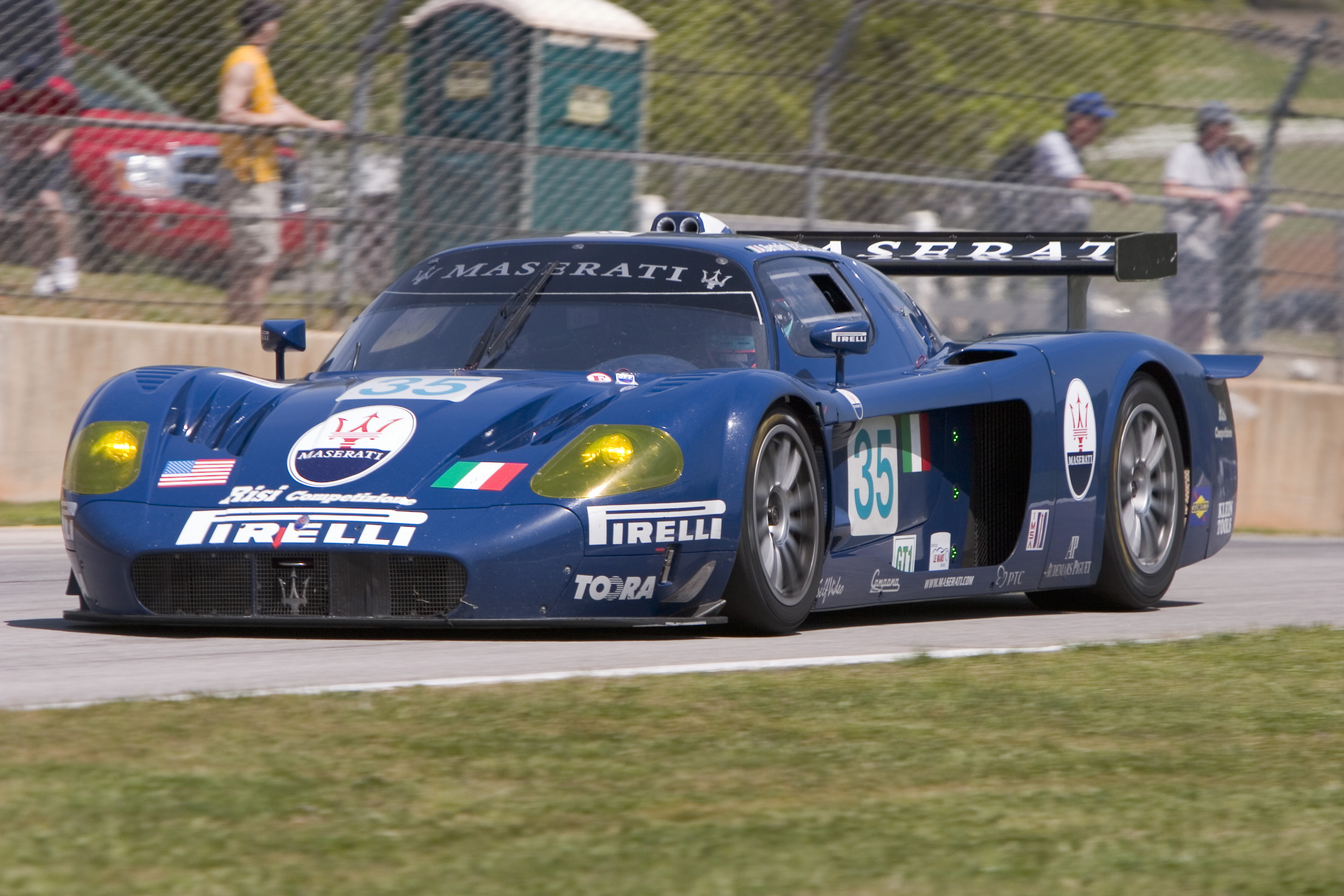
Bertolinis Maserati MC12 in Road Atlanta 2005

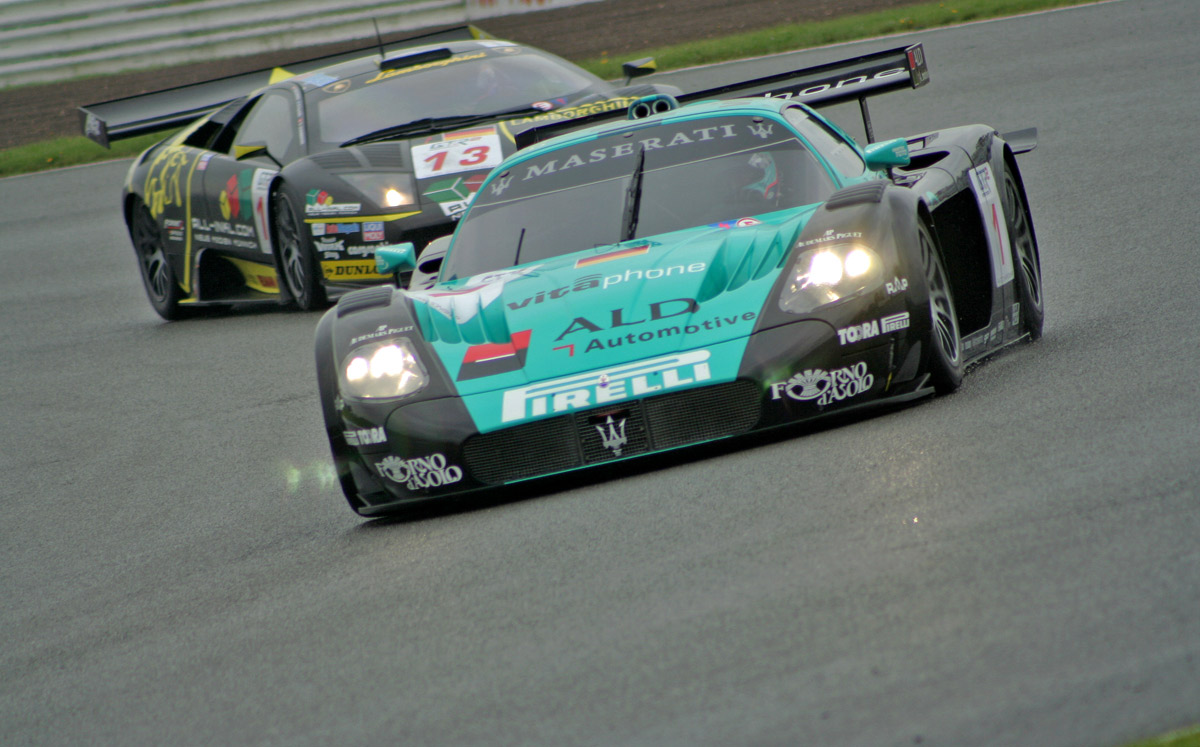
Andrea Bertolini im Vitaphone-Maserati MC12 in Silverstone 2006

Er begann im Alter von 11 Jahren mit dem Kartsport. Er wurde Zweiter in der italienischen Meisterschaft, gewann Meisterschaften auf nationaler Ebene sowie im CIAK Cup und wurde 2000 Zweiter in der italienischen 125-Meisterschaft. Im Alter von 19 Jahren wurde Andrea Bertolini Testfahrer der Straßenfahrzeuge bei Ferrari. Seit 2009 steht er auch der Rennmannschaft in dieser Funktion zur Verfügung.
2001 fuhr er mit einem Porsche 996 GT3-R in der GT2-Klasse der FIA-GT-Meisterschaft. 2002 und 2003 ging er mit einem Ferrari 360 Modena beim Team JMB Racing an den Start. 2004 wechselte Bertolini zum Giesse Squadra Corse Team, wo er ebenfalls einen 360 Modena fuhr. In der Meisterschaft wurde er Zweiter und erhielt den „Driver Performance of the Year“-Award.

### Maserati
In der zweiten Hälfte des Jahres 2004 fuhr Bertolini zusammen mit Mika Salo den von ihm mitentwickelten GT1-Maserati MC12 für das Team Maserati AF Corse in vier Rennen der FIA-GT-Meisterschaft. In Oschersleben und Zhuhai konnte das Duo gewinnen.
Zusammen mit dem ehemaligen Formel-1-Rennfahrer Karl Wendlinger nahm Bertolini Jahr 2005 mit einem MC12 von JMB Racing an der FIA-GT-Meisterschaft teil und belegte den vierten Platz in der GT1-Fahrerwertung. Ebenfalls fuhr er die gesamte Saison der American Le Mans Series (ALMS) für Risi Competizione, obwohl der MC12 dort nicht homologiert, und daher auch nicht punktberechtigt, war.
Von 2006 – mit Unterbrechung im Jahr 2007, in dem er bei Scuderia Playteam Sarafree fuhr – bis einschließlich 2010 fuhr Bertolini an der Seite von Michael Bartels im Vitaphone Racing Team mit einem Maserati MC12. Jahr 2006, Jahr 2008 und Jahr 2009 gewannen Bertolini und Bartels die FIA-GT-Meisterschaft. Bei einem Gaststart für Doran Racing in der ALMS erzielte Bertolini die Pole-Position in Road America und war maßgeblich am zweiten Platz in der GT1-Kategorie bei jenem Rennen beteiligt.
Die neu ausgeschriebene FIA-GT1-Weltmeisterschaft konnten Bartels und Bertolini ebenfalls für sich entscheiden und bescherten dem Maserati MC12 den letzten Titel, bevor das Fahrzeug wegen der nicht verlängerten Homologation nicht mehr für die Kategorie GT1 zugelassen wurde.
2011 gewann Bertolini die International Superstars Series mit einem Maserati Quattroporte für das Swiss Team. 2010 und 2011 nahm er ebenfalls an ausgewählten Rennen der Trofeo Maserati Europe teil, von denen er einige gewinnen konnte.

### Ferrari
bereits 2005 hatte Bertolini für JMB Racing einen Gaststart in der ALMS absolviert, doch seit dem Jahr 2011 fährt Bertolini regelmäßig Rennen mit Ferraris.
2012 startete er zusammen mit Olivier Beretta in der FIA-Langstrecken-Weltmeisterschaft und in Le Mans. Mit JMW Motorsport trat Bertolini 2013 erneut in Le Mans an.
In der Blancpain Endurance Series ist Bertolini seit 2011 aktiv. 2011 fuhr er ein Rennen für Vita4one, 2012 und 2013 regelmäßig für AF Corse. Im Pro-Am-Cup wurde er 2012 Zweiter, obwohl er zwei der sechs Saisonrennen ausließ.

## Statistik

### Le-Mans-Ergebnisse
| Jahr | Team               | Fahrzeug               | Teamkollege         | Teamkollege       | Platzierung             | Ausfallgrund      |
| ---- | ------------------ | ---------------------- | ------------------- | ----------------- | ----------------------- | ----------------- |
| 2012 | AF Corse           | Ferrari 458 Italia GTC | Olivier Beretta     | Marco Cioci       | Rang 22                 |                   |
| 2013 | JMW Motorsport     | Ferrari 458 Italia GT2 | Abdulaziz Al Faisal | Khaled Al Qubaisi | Rang 34                 |                   |
| 2014 | SMP Racing         | Ferrari 458 Italia GT2 | Victor Shaitar      | Aleksey Basov     | Ausfall                 | Unfall            |
| 2015 | SMP Racing         | Ferrari 458 Italia GT2 | Victor Shaitar      | Aleksey Basov     | Rang 20 und Klassensieg |                   |
| 2016 | AF Corse           | Ferrari 488 GTE        | Davide Rigon        | Sam Bird          | Ausfall                 | Chassis gebrochen |
| 2017 | DH Racing          | Ferrari 488 GTE        | Tracy Krohn         | Niclas Jönnson    | Rang 42                 |                   |
| 2018 | Eurasia Motorsport | Ligier JS P217         | Tracy Krohn         | Niclas Jönsson    | nicht klassiert         |                   |

### Sebring-Ergebnisse
| Jahr | Team              | Fahrzeug               | Teamkollege          | Teamkollege           | Platzierung | Ausfallgrund |
| ---- | ----------------- | ---------------------- | -------------------- | --------------------- | ----------- | ------------ |
| 2005 | Maserati Corse    | Maserati MC12 GT1      | Fabio Babini         | Fabrizio De Simone    | Rang 8      |              |
| 2012 | AF Corse          | Ferrari 458 Italia     | Olivier Beretta      | Marco Cioci           | Rang 19     |              |
| 2014 | Krohn Racing      | Ferrari 458 Italia GT2 | Tracy Krohn          | Niclas Jönsson        | Rang 15     |              |
| 2015 | Risi Competizione | Ferrari 458 Italia GTC | Giancarlo Fisichella | Pierre Kaffer         | Rang 11     |              |
| 2016 | Scuderia Corsa    | Ferrari 488 GTE        | Daniel Serra         | Alessandro Pier Guidi | Rang 17     |              |

### Einzelergebnisse in der FIA-Langstrecken-Weltmeisterschaft
| Saison  | Team               | Rennwagen              | 1   | 2   | 3   | 4   | 5   | 6   | 7   | 8   | 9   |
| ------- | ------------------ | ---------------------- | --- | --- | --- | --- | --- | --- | --- | --- | --- |
| 2012    | AF Corse           | Ferrari 458 Italia GT2 | SEB | SPA | LEM | SIL | SAO | BAH | FUJ | SHA |     |
| 2012    | AF Corse           | Ferrari 458 Italia GT2 | 19  | 21  | 22  | DNF | 19  | 16  | 20  | 18  |     |
| 2013    | JMW Motorsport     | Ferrari 458 Italia GT2 | SIL | SPA | LEM | SAO | AUS | FUJ | SHA | BAH |     |
| 2013    | JMW Motorsport     | Ferrari 458 Italia GT2 | 34  |     |     |     |     |     |     |     |     |
| 2014    | AF Corse           | Ferrari 458 Italia GT2 | SIL | SPA | LEM | AUS | FUJ | SHA | BAH | SAO |     |
| 2014    | AF Corse           | Ferrari 458 Italia GT2 |     | 24  | DNF | 26  | DNF |     | 19  | 15  |     |
| 2015    | SMP Racing         | Ferrari 458 Italia GT2 | SIL | SPA | LEM | NÜR | AUS | FUJ | SHA | BAH |     |
| 2015    | SMP Racing         | Ferrari 458 Italia GT2 | 18  | 26  | 20  | 23  | 21  | 28  | 23  | 30  |     |
| 2016    | AF Corse           | Ferrari 488 GTE        | SIL | SPA | LEM | NÜR | MEX | AUS | FUJ | SHA | BAH |
| 2016    | AF Corse           | Ferrari 488 GTE        | DNF |     |     |     |     |     |     |     |     |
| 2017    | DH Racing          | Ferrari 488 GTE        | SIL | SPA | LEM | NÜR | MEX | AUS | FUJ | SHA | BAH |
| 2017    | DH Racing          | Ferrari 488 GTE        | 42  |     |     |     |     |     |     |     |     |
| 2018/19 | Eurasia Motorsport | Ligier JS P217         | SPA | LEM | SIL | FUJ | SHA | SEB | SPA | LEM |     |
| 2018/19 | Eurasia Motorsport | Ligier JS P217         | DNF |     |     |     |     |     |     |     |     |